# 宮本絢子
宮本 絢子（みやもと あやこ、1981年1月14日 - ）は、日本のラジオパーソナリティ。東京都出身。
イベントMC、ライブMCや各種講演、雑誌のコラム執筆などの活動も行っている。ZIP-FMでは、同局で人気ナビゲーターとして活躍していたが、2007年10月末で降板。2010年7月、結婚。以後はJ-WAVEにおいて、2010年10月から2012年9月末まで平日朝の番組「I A.M.」の、2013年10月から2014年9月末までは日曜午前のワイド番組「SMILE ON SUNDAY」のナビゲーターをそれぞれ担当していたが、共に自身の第1子、第2子妊娠による産休で降板した。

## 略歴
- 1996年～1999年 カナダ滞在。
- 2000年 上智大学外国語学部フランス語学科入学。
- 2004年4月 ZIP-FMのミュージックナビゲーターになる。2006年3月まで「EVENING DRIVE」を担当。
- 2005年 「愛・地球博」のフランス館でLOUIS VUITTONのパーティ司会を務める。
- 2006年4月 ZIP-FM「BEATNIK JUNCTION」初代ナビゲーターとして番組開始。
- 2007年4月 J-WAVE「SPLASH LIFE」（土曜8:00～）を開始。
- 2007年10月 J-WAVE「HAPPINESS」（日曜9:00～）を開始。
- 2007年10月26日 BEATNIK JUNCTIONの中で突如、10月末でのZIP-FM卒業を報告。
- 2007年10月31日 ZIP-FMを降板。
- 2010年9月 J-WAVE「HAPPINESS」（日曜9:00～）を改編により富永愛へ交代。
- 2010年10月4日 同局「I A.M.」放送開始とともにパーソナリティとなる。
- 2012年9月「I A.M.」の放送にて自ら妊娠を発表。
- 2012年9月27日 「I A.M.」を降板。
- 2013年10月6日 自身が2010年9月までナビゲーターを務めた「HAPPINESS」の後継番組「SMILE ON SUNDAY」（日曜9:00～）のナビゲーターとなり、再び同時間帯への復帰となる。
- 2014年9月 第2子妊娠のため「SMILE ON SUNDAY」を降板。
- 2015年3月9日 ZIP-FM「BEATNIK JUNCTION」に、ラシック開業10周年記念の企画の一環として一日限定で復帰、ナビゲーターを務めた。

## エピソード
- BEATNIK JUNCTIONの公式サイトには、毎日番組終了後に必ずその日のゲストとのツーショット写真や、「今日の宮本絢子」などの写真が更新されていたが、10月31日の放送分だけはなぜか1枚もアップされていない。（ちなみにその日のゲストは、KAME&L.N.K）
- BEATNIK JUNCTIONは公開生放送だったことから、放送最終日にはスタジオ前に大勢のファンが詰め掛け、花束に囲まれた卒業となった。
- 映画ライター渥美志保をして、「恐るべき晴れ女」と言わしめたほどの晴れ女である。
- 趣味はゴルフ、スノーボード。
- うなぎは苦手だが、「ひつまぶし」なら食べられる。
- 特技は（似てない）物まね。CHARA本人の前で物まねをして見せ、「宮本チャラ子」の称号をもらったこともある。